# Liste der österreichischen Sportminister

Logo der Sportsektion im BMLVS seit 2009

Der Sportminister der Republik Österreich ist der für die Sportpolitik zuständige Bundesminister in Österreich. Phasenweise übernahm der Bundeskanzler die Agenden persönlich, teilweise gab es einen eigenen Staatssekretär für Sport. Momentan liegen die Sportagenden im Zuständigkeitsbereich des Bundesministeriums für öffentlichen Dienst und Sport.

## Das österreichische Sportressort

### 1917 bis 1945
Für den Sport zuständig war von alters her das Bildungs- und Kultusministerium, ab 1917 das von Kaiser Karl I. installierte Sozialministerium. Seinerzeit ging es um Wehrsporterziehung, wie das schon in den Agenden festgelegt worden war: „Wirkungskreis des Ministeriums für soziale Fürsorge: […] Mitwirkung an den grundsätzlichen Angelegenheiten der körperlichen Ertüchtigung der Jugend und ihrer Heranbildung zur Wehrhaftigkeit“.

Einen expliziten „Sportminister“ gab es dann kurz in der Zeit des Austrofaschismus, als Ernst Rüdiger Starhemberg, ehemaliger Heimwehrführer, von Schuschnigg (I. Kabinett) als Vizekanzler auch mit der sachlichen Leitung der Angelegenheiten der körperlichen Ertüchtigung betraut wurde (17. Mai 1934 – 17. Oktober 1935 und 29. Oktober 1935 – 14. Mai 1936). Nach Auflösung der Schutzbünde sollte eine staatliche paramilitärische Früherziehung gefördert werden, analog zur Hitlerjugend – aber in energischer Distanz zu den Nationalsozialisten und Ablehnung des Führerkults.

### Seit 1945
Gemäß Artikel 15 B-VG fallen Agenden des Sports in der Zweiten Republik verfassungsrechtlich in den Wirkungsbereich der Bundesländer.
Sport wurde erstmals 1966 gesetzlich als Angelegenheit des Bundesministeriums für Unterricht erwähnt.
Das erste Mal ins Licht der Öffentlichkeit in seiner Funktion auch als Minister des Sports trat Fred Sinowatz in den 1970er Jahren.
In der Regierung Sinowatz (1983–1986) wurden die Sportangelegenheiten ein eigenständiges Portefeuille (per 1. Januar 1985: Bundesministerium für Unterricht, Kunst und Sport), erster offizieller Sportminister war also Herbert Moritz. Fokus lag also auf Förderung des Schulsports und der sportlichen Früherziehung für mehr Bewegung für Kinder und Jugendliche.
Mit der zunehmenden Bedeutung des Massen- wie auch Spitzensports für den Tourismus in Österreich gewann das Ressort zunehmend an Gewicht.
Am 1. Februar 1991 trennte sich die Sektion vom Unterrichtsministerium und kam an das Gesundheitsministerium, also mit Fokus auf allgemeinen Breitensport und Volksgesundheit. 1995–2000 und 2003–2007 war ein Staatssekretär für Sport als Staatssekretär im Bundeskanzleramt zuständig, nach dem EU-Beitritt Österreichs 1995 kam auch noch die gemeinsame Sportpolitik der Europäischen Union zum Portefeuille dazu.
Das Sportressort war dann seit 2009 am Verteidigungsministerium beheimatet.
Anlass war auch, dass viele österreichische Leistungssportler aus dem Heeressport kommen, wo sie nach der Sportlaufbahn ein berufliches Auskommen haben, sodass eine engere Verbindung besteht.
Mit 8. Jänner 2018 wurde es mit dem Ressort für öffentlichen Dienst als Bundesministerium für öffentlichen Dienst und Sport neu formiert, und dem Vizekanzler beigegeben.

## Die Behörde (Sportsektion, Sportministerium)
Die für das Sportwesen zuständigen Einrichtungen bilden eine Sektion, die Sportsektion, die sich seit 2009 auch explizit Sportministerium nennt.
Standort ist das Haus des Sports in Wien-Wieden (4.), Prinz-Eugen-Straße. Daneben sind neun Landessportdirektionen eingerichtet.
Agenden sind besonders Leistungssport und Sport im Tourismus. Für Schulsport und Bewegungsförderung ist weiterhin das Unterrichtsministerium (Abt. II/8 BMB – Bewegung und Sport) und für den Universitäts- und Hochschulsport das Wissenschaftsministerium zuständig (Stabsstelle Universitätssport und Universiaden).

## Liste der für Sport zuständigen Minister und Staatssekretäre
- Minister der Ersten Republik: → Sozialminister der ersten Republik Österreich
- Minister und Sportminister der Zweiten Republik
  - Vorsortiert: nach Amtsantritt
  - Funktion: Kleingesetzte Verwendung ist keine offizielle Bezeichnung
  - Behörde (kurz): mit Sektion
  - Hintergrund:  … Portefeuille nicht ausdrücklich genannt oder interimistisch,  … Staatssekretär

Stand der Liste 1/2018
| Min. / StSkr.           | Partei    | Amtszeit                       | Funktion | Behörde (kurz)    | Regierung                                            |
| ----------------------- | --------- | ------------------------------ | --- | ----------------- | ---------------------------------------------------- |
| Ernst Fischer           | KPÖ       | 27. Apr. 1945 – 20. Dez. 1945  | Staatssekretär für Volksaufklärung, für Unterricht und Erziehung und für Kultusangelegenheiten                                                                              | StAVUEK           | Renner                                               |
| Felix Hurdes            | ÖVP       | 20. Dez. 1945 – 23. Jan. 1952  | Bundesminister für Unterricht | BMU               | Figl (I, II)                                         |
| Ernst Kolb              | ÖVP       | 23. Jan. 1952 – 31. Okt. 1954  | Bundesminister für Unterricht | BMU               | Figl (II, III), Raab (I)                             |
| Heinrich Drimmel        | ÖVP       | 1. Nov. 1954 – 02. Apr. 1964   | Bundesminister für Unterricht | BMU               | Raab (I, II, III, IV), Klaus (I, II) Gorbach (I, II) |
| Theodor Piffl-Percevic  | ÖVP       | 2. Apr. 1964 – 02. Juni 1969   | Bundesminister für Unterricht | BMU               | Klaus (I)                                            |
| Alois Mock              | ÖVP       | 2. Juni 1969 – 21. Apr. 1970   | Bundesminister für Unterricht | BMU               | Klaus (II)                                           |
| Leopold Gratz           | SPÖ       | 21. Apr. 1970 – 23. Juli 1970  | Bundesminister für Unterricht ab 24. Juli 1970 für Unterricht und Kunst | BMU BMUK          | Kreisky (I)                                          |
| Fred Sinowatz           | SPÖ       | 4. Nov. 1971 – 24. Mai 1983    | Bundesminister für Unterricht und Kunst ab 20. Jan. 1981 Vizekanzler, betraut mit der Leitung des BM f. Unterricht u. Kunst                                                 | BMUK              | Kreisky (II, III, IV)                                |
| Helmut Zilk             | SPÖ       | 24. Mai 1983 – 10. Sep. 1984   | Bundesminister für Unterricht und Kunst | BMUK              | Sinowatz                                             |
| Herbert Moritz          | SPÖ       | 10. Sep. 1984 – 21. Jan. 1987  | Bundesminister für Unterricht und Kunstab 1. Jan. 1985 für Unterricht, Kunst und Sport                                                                                      | BMUK BMUKS        | Sinowatz Vranitzky (II)                              |
| Hilde Hawlicek          | SPÖ       | 21. Jan. 1987 – 17. Dez. 1990  | Bundesministerin für Unterricht, Kunst und Sport | BMUKS             | Vranitzky (II)                                       |
| Rudolf Scholten         | SPÖ       | 17. Dez. 1990 – 31. Jan. 1991  | Bundesminister für Unterricht, Kunst und Sport (danach BM f.Unt.u.Kunst) | BMUKS             | Vranitzky (III)                                      |
| Harald Ettl             | SPÖ       | 1. Feb. 1991 – 03. Apr. 1992   | Bundesminister für Gesundheit, Sport und Konsumentenschutz | BMGSK             | Vranitzky (III)                                      |
| Michael Ausserwinkler   | SPÖ       | 3. Apr. 1992 – 17. März 1994   | Bundesminister für Gesundheit, Sport und Konsumentenschutz | BMGSK             | Vranitzky (III)                                      |
| Christa Krammer         | SPÖ       | 17. März 1994 – 01. Jan. 1995  | Bundesministerin für Gesundheit, Sport und Konsumentenschutz (danach BM f.Ges.u.Kons.)                                                                                      | BMGSK             | Vranitzky (III, IV)                                  |
| Gerhard Schäffer        | ÖVP       | 1. Jan. 1995 – 12. März 1996   | Staatssekretär (im Bundeskanzleramt, für Sport, StSkr. seit 29. Nov. 1994)                                                                                                  | BKA               | Vranitzky (IV)                                       |
| Karl Schlögl            | SPÖ       | 12. März 1996 – 28. Jan. 1997  | Staatssekretär (im Bundeskanzleramt, für den öffentlichen Dienst, Europa und Sport)                                                                                         | BKA               | Vranitzky (V)                                        |
| Peter Wittmann          | SPÖ       | 28. Jan. 1997 – 04. Feb. 2000  | Staatssekretär (im Bundeskanzleramt, für Sport und Kultur) | BKA               | Klima                                                |
| Franz Morak             | ÖVP       | 4. Feb. 2000 – 03. Apr. 2000   | Staatssekretär (im Bundeskanzleramt, für Kunst, Medien und Sport, StSkr. bis 11. Jan. 2007)                                                                                 | BKA               | Schüssel (I)                                         |
| Susanne Riess-Passer    | FPÖ       | 3. Apr. 2000 – 28. Feb. 2003   | Vizekanzlerin und Bundesministerin für öffentliche Leistung und Sport | BMöLS             | Schüssel (I)                                         |
| Wolfgang Schüssel       | ÖVP       | 28. Feb. 2003 – 30. Apr. 2003  | Bundeskanzler, betraut mit der vorläufigen Leitung des Bundesministeriums für öffentliche Leistung und Sport (dem Sozialministerium angeschlossen)                          | BMöLS             | Schüssel (II)                                        |
| Karl Schweitzer         | FPÖ / BZÖ | 30. Apr. 2003 – 11. Jan. 2007  | Staatssekretär (im Bundeskanzleramt, für Sport) | BKA/VI            | Schüssel (II)                                        |
| Reinhold Lopatka        | ÖVP       | 11. Jan. 2007 – 02. Dez. 2008  | Staatssekretär (im Bundeskanzleramt, für Sport) | BKA/VI            | Gusenbauer                                           |
| Norbert Darabos         | SPÖ       | 1. Feb. 2009 – 13. März 2013   | Bundesminister für Landesverteidigung und Sport | BMLVS/V           | Faymann (I)                                          |
| Gerald Klug             | SPÖ       | 13. März 2013 – 026. Jan. 2016 | Bundesminister für Landesverteidigung und Sport | BMLVS/V           | Faymann (II)                                         |
| Hans Peter Doskozil     | SPÖ       | 26. Jan. 2016 – 18. Dez. 2017  | Bundesminister für Landesverteidigung und Sport | BMLVS/V           | Faymann (II), Kern                                   |
| Mario Kunasek           | FPÖ       | 18. Dez. 2017 – 7. Jan. 2018   | Bundesminister für Landesverteidigung und Sport (Bis zum Inkrafttreten des neuen Bundesministeriengesetzes)                                                                 | BMLVS/V           | Kurz (I)                                             |
| Heinz-Christian Strache | FPÖ       | 8. Jan. 2018 – 22. Mai 2019    | Vizekanzler und Bundesminister für öffentlichen Dienst und Sport | BMöDS/II          | Kurz (I)                                             |
| Juliane Bogner-Strauß   | ÖVP       | 22. Mai 2019 – 3. Juni 2019    | Bundesministerin für öffentlichen Dienst und Sport (und Kanzleramtsministerin für Frauen, Familien und Jugend)                                                              | BMöDS/II          | Kurz (I), Löger                                      |
| Eduard Müller           | Unabh.    | 3. Juni 2019 – 7. Jan. 2020    | als Bundesminister für Finanzen mit der Leitung des Bundesministeriums für öffentlichen Dienst und Sport betraut                                                            | BMöDS/II          | Bierlein                                             |
| Werner Kogler           | GRÜNE     | 7. Jan. 2020 – 3. März 2025    | Vizekanzler und Bundesminister für öffentlichen Dienst und Sport, ab 29. Jänner 2020 Vizekanzler und Bundesminister für Kunst, Kultur, öffentlichen Dienst und Sport        | BMöDS/II BMKÖS/II | Kurz (II), Schallenberg, Nehammer, Schallenberg      |
| Andreas Babler          | SPÖ       | 3. März 2025 – amtierend       | Vizekanzler und Bundesminister für Kunst, Kultur, öffentlichen Dienst und Sport ab 1. April 2025 Vizekanzler und Bundesminister für Wohnen, Kunst, Kultur, Medien und Sport | BMKÖS/II          | Stocker                                              |